# Hendrik Constantijn Cras

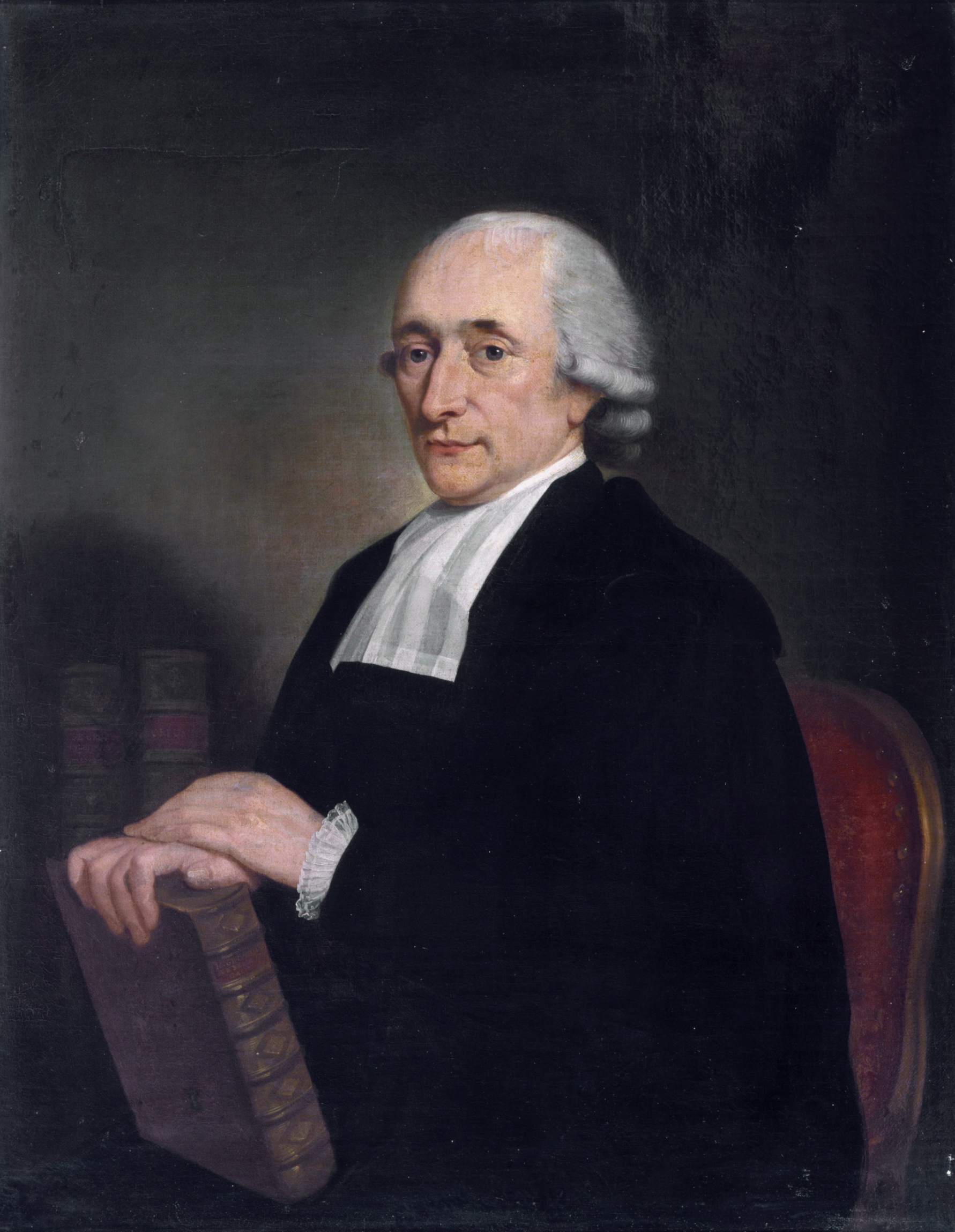
Hendrik Constantijn Cras

Hendrick Constantijn Cras (Leiden, 4 januari 1739 - Amsterdam, 5 april 1820) was een Nederlandse rechtsfilosoof en hoogleraar uit Amsterdam.
Cras heeft geprobeerd aan het eind van de Bataafse Republiek in 1800 een Burgerlijk Wetboek te ontwerpen, als lid van de Commissie van Twaalf. Dit zou dan de eerste codificatie van het 'Nederlands' recht uit de geschiedenis zijn. Uiteindelijk is dit niet doorgevoerd aangezien het enerzijds lastig was om een codificatie te maken waar alle gewesten (provinciën) mee konden leven, en anderzijds de commissie zich verloor in eindeloze theoretische beschouwingen die het werk enorm vertraagden.
Hij streefde naar een wetboek dat zo veel mogelijk zou voorkomen dat de beslissing in geschillen afhankelijk was van willekeur van rechters. Zijn streven was dat niet de rechter maar de wetten de uitspraak van de geschillen bepaalden.
Als bronnen gebruikte Cras in de eerste plaats het natuurrecht. Daarnaast gebruikte hij het Romeins recht, het geschreven Nederlandse recht en het ongeschreven Nederlandse recht. Ook nam hij Inleidinge tot de Hollandsche Rechtsgeleerdheid van Hugo de Groot ter harte.
Vanwege het streven naar materiële volledigheid, waardoor vanaf het begin vaststond dat het boek zeer uitvoerig zou worden, en de staatsrechtelijke ontwikkelingen van 1806 (de invoering van de erfelijke monarchie waardoor het koninkrijk Holland ontstond) is de codificatie van Cras nooit tot stand gekomen. Wel zijn de stukken van de Commissie van Twaalf gebruikt voor wat uiteindelijk wél de eerste codificatie van de Nederlanden werd: het 'Wetboek Napoleon, ingerigt voor het Koningrijk Holland'.